# Inešu pagasts
Inešu pagasts er en territorial enhed i Vecpiebalgas novads i Letland. Pagasten etableredes i 1945, havde 758 indbyggere i 2010 og 678 indbyggere i 2016 og omfatter et areal på 87,70 kvadratkilometer. Hovedbyen i pagasten er Ineši.